# وانگ تائو (تیرانداز)
وانگ تائو (انگلیسی: Wang Tao؛ زادهٔ ۱۳ دسامبر ۱۹۸۲)  تیرانداز اهل چین بود. وی در بازی‌های المپیک تابستانی ۲۰۱۲ حضور داشته‌است.